# Aleksandra Beļcova
Aleksandra Beļcova, Aleksandra Mitrofanovna Beļcova, ros. Александра Митрофановна Бельцова (ur. 17 marca 1892 w guberni czernihowskiej, zm. 1 lutego 1981 w Rydze) – rosyjska i łotewska malarka.

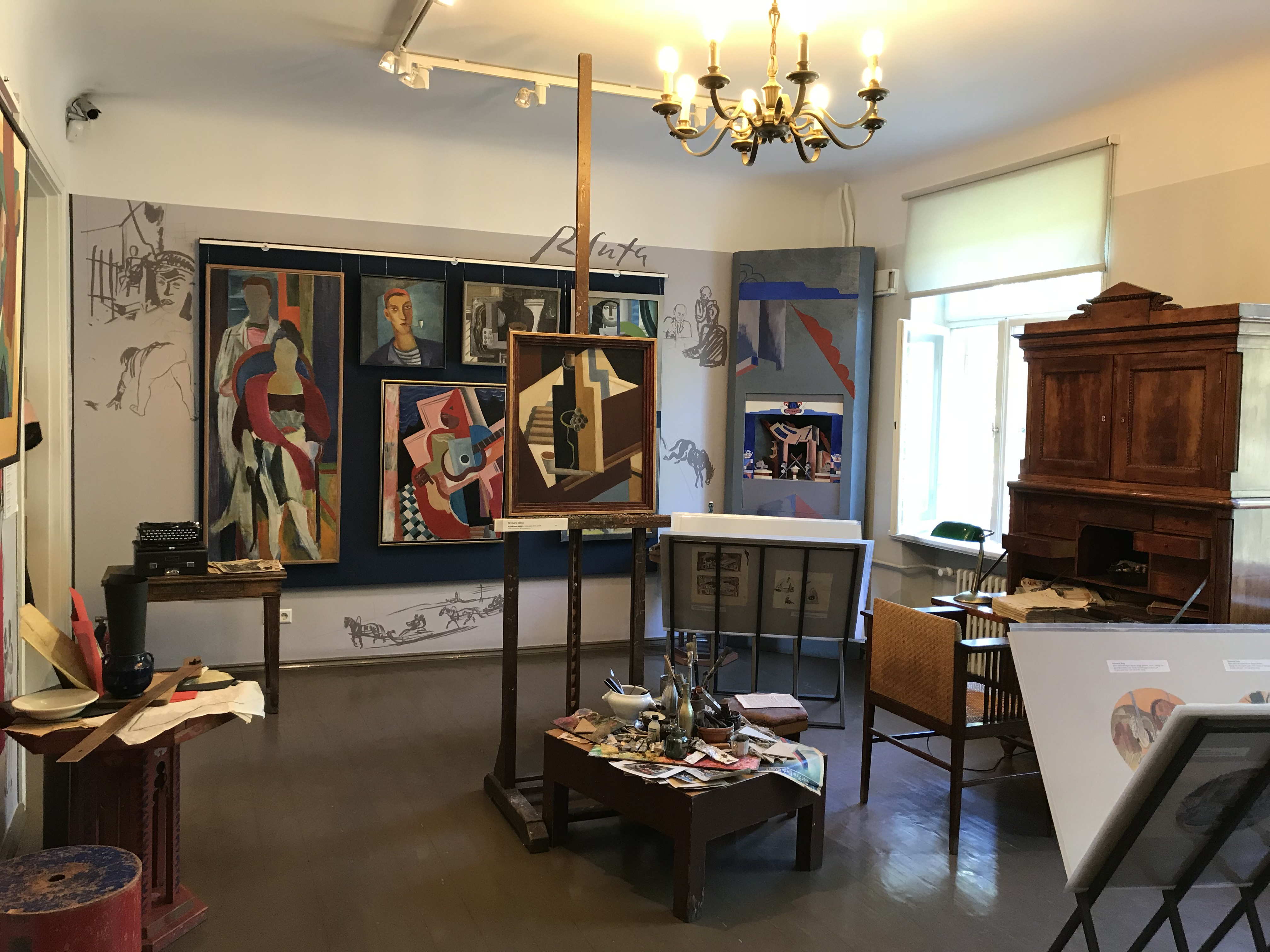
pracownia Suty i Beļcovej w ich mieszkaniu (dziś Muzeum Romansa Suty i Aleksandry Beļcovej)

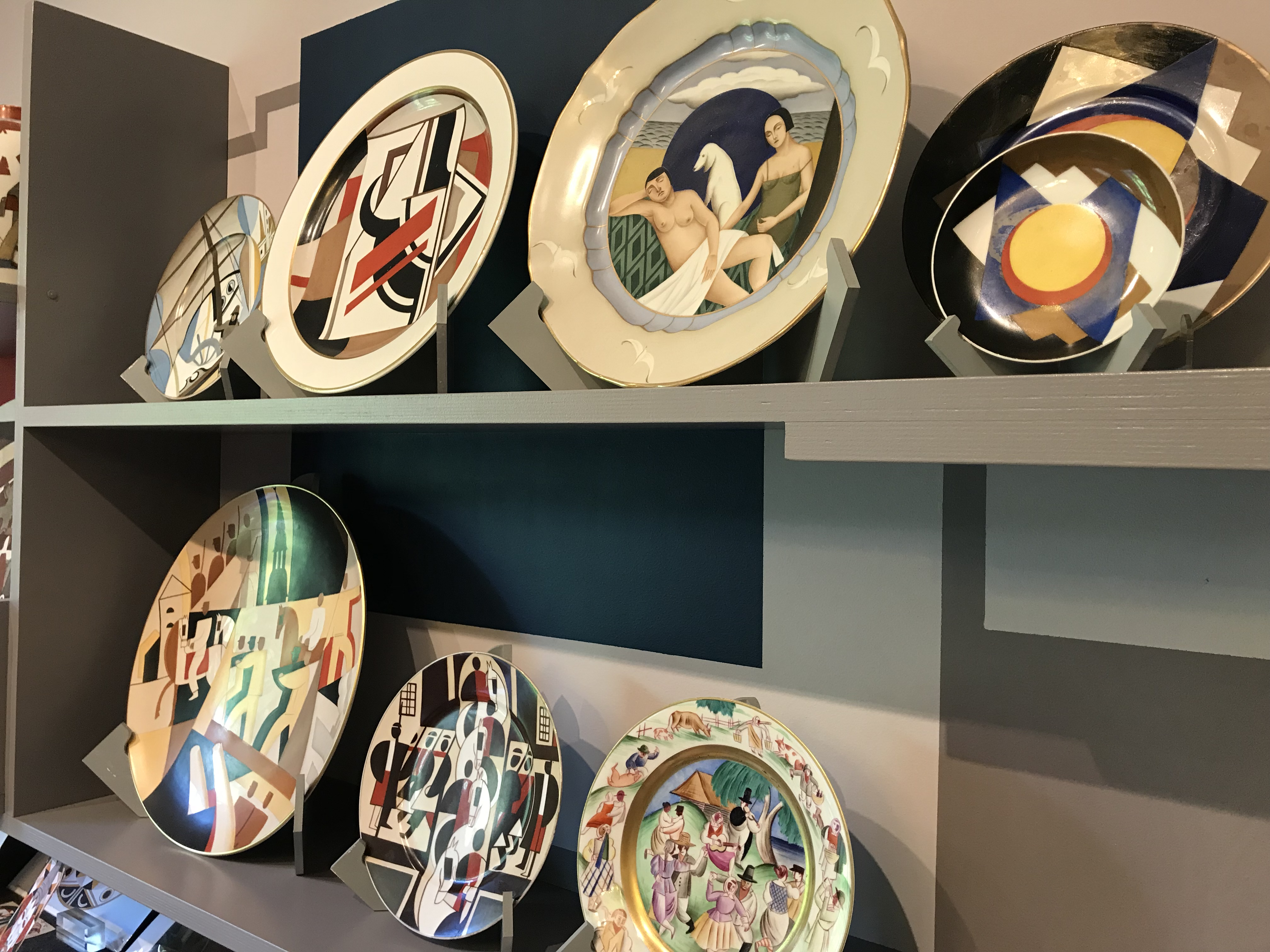
porcelana w Muzeum Romansa Suty i Aleksandry Beļcovej

## Życiorys
Aleksandra Beļcova studiowała na uczelni artystycznej w Penzie podczas I wojny światowej. Na studiach poznała grupę łotewskich malarzy, których charakterystyczny styl zainspirował Beļcovą. Wśród artystów byli Jēkabs Kazaks, Konrāds Ubāns, Voldemārs Tone, a także Romans Suta, z którym połączyło ją uczucie. Po studiach wyjechała do Petersburga, gdzie szukała nowych rozwiązań w sztuce i uczyła się u malarza awangardowego Natana Altmana. Ważny wpływ na jej twórczość wywarły tamtejsze artystyczne środowisko lewicowe, znajomość z Kuźmą Pietrowem-Wodkinem i twórczość Władimira Majakowskiego.
W 1919 roku, na zaproszenie Romansa Suty, przyjechała do Rygi, gdzie dołączyła do Grupy Artystów Ryskich, której współzałożycielem był Suta. Grupa skupiała się na eksperymencie w sztuce: w pracach artystów przewijały się inspiracje ekspresjonizmem, fowizmem, kubizmem i puryzmem.
W 1922 roku Beļcova wyszła za Sutę. Para wyjechała w podróż poślubną przez Berlin do Paryża, gdzie urodziła się ich córka, Tatjana. Zainspirowane kubizmem i konstruktywizmem, który się rozwijał w Europie, małżeństwo dało początek nowemu stylowi: łotewskiemu konstruktywizmowi narodowemu. Najbardziej rozpowszechnionym wykorzystaniem nowego stylu były projekty malarskie na porcelanie, które małżeństwo tworzyło w warsztacie Baltars. Choć warsztat istniał jedynie do 1929 roku, zdążył zyskać uznanie: w 1925 roku otrzymał dwa złote i jeden brązowy medal na Międzynarodowej Wystawie Sztuki Dekoracyjnej i Wzornictwa w Paryżu. Beļcova najbardziej jednak spełniała się w malarstwie olejnym, malowała przede wszystkim portrety i martwe natury, choć pozostawiła po sobie także wiele rysunków, pasteli oraz akwarele. Była najważniejszym artystą tworzącym w stylu art déco na Łotwie.
Beļcova spędziła prawie całe życie na Łotwie, jej twórczość jest ważnym elementem historii łotewskiej sztuki. Zmarła 1 lutego 1981 roku w wieku 89 lat. W mieszkaniu, w którym mieszkała od 1935 roku razem z Romansem Sutą, powstało muzeum poświęcone obu artystom. Mieści się ono w Rydze, w neoklasycystycznej kamienicy przy Elizabetes iela z 1911 roku. W 1987 roku córka Tatjana odzyskała mieszkanie i urządziła w nim prywatne muzeum. W testamencie przekazała zbiory i mieszkanie Muzeum Narodowemu, które otwarło na nowo muzeum, już jako swoją filię, w październiku 2008 roku.